# Sapindaceae
Pour les sapins, voir la famille des Pinaceae
Famille
Classification APG III (2009)
La famille des Sapindaceae (Sapindacées) regroupe des plantes dicotylédones ; elle comprend environ 2 000 espèces réparties en 140 genres.
Elle est représentée dans le monde entier. Les Sapindaceae sont des espèces ligneuses, le plus souvent des arbres ou des arbustes, parfois des lianes.
Les Sapindaceae comprennent plusieurs espèces d'arbres dont les fruits contiennent un arille charnu et comestible. Certaines comme les litchis (Litchi chinensis), les ramboutans (Nephelium lappaceum), les quenettiers (Melicoccus bijugatus), les longanes (Dimocarpus longan) sont largement cultivés dans les régions tropicales.
Le guarana (Paullinia cupana) originaire d'Amazonie est exploité pour ses graines contenant des substances tonifiantes et stimulantes proches de la caféine et entre dans la composition de sodas au Brésil.

## Étymologie
La famille tient son nom du genre Sapindus lui-même issu du latin sāpo, sāpōnis, "savon" et indĭcus "indien", donc "savon indien", l'« arbre à savon ». Ce dernier produit en effet des fruits utilisés comme « noix de lavage » en raison de leur pouvoir détergent dû à la présence importante de saponines. De nombreuses autres espèces de la famille des Sapindacées contiennent aussi des concentrations marquées de saponines qui leur confèrent de plus une certaine toxicité pouvant parfois ouvrir à des usages thérapeutiques. Les extraits de marron d'Inde (Aesculus hippocastanum) ont été ainsi utilisés pour traiter des problèmes de circulation sanguine du fait des effets vaso-constricteurs des saponines.

## Caractères
La fleur des Sapindaceae comporte fondamentalement 3 carpelles. Quelques espèces en possèdent plus (jusqu'à 8) mais chez de nombreuses autres il peut n'en subsister fonctionnellement que 2 comme c'est notamment le cas chez les érables et chez le litchi.
Les carpelles sont attachés autour de l'axe de la fleur, ils forment un gynécée à placentation axile. La soudure est même souvent incomplète ce qui produit alors un fruit caractéristique d'aspect triple ou le cas échéant double, comme la samare à deux ailes des érables.
Chez le litchi et les autres espèces fruitières, généralement un seul carpelle se développe et l'autre avorte. Mais ce n'est pas toujours le cas et il apparaît de temps à autre des fruits « jumeaux ».
Chez les marronniers, on distingue encore bien sur le fruit rond les trois carpelles dont les loges restent séparées. Mais en général une seule des graines se développe et repousse les parois de sa loge jusqu'à envahir tout l'intérieur du fruit.

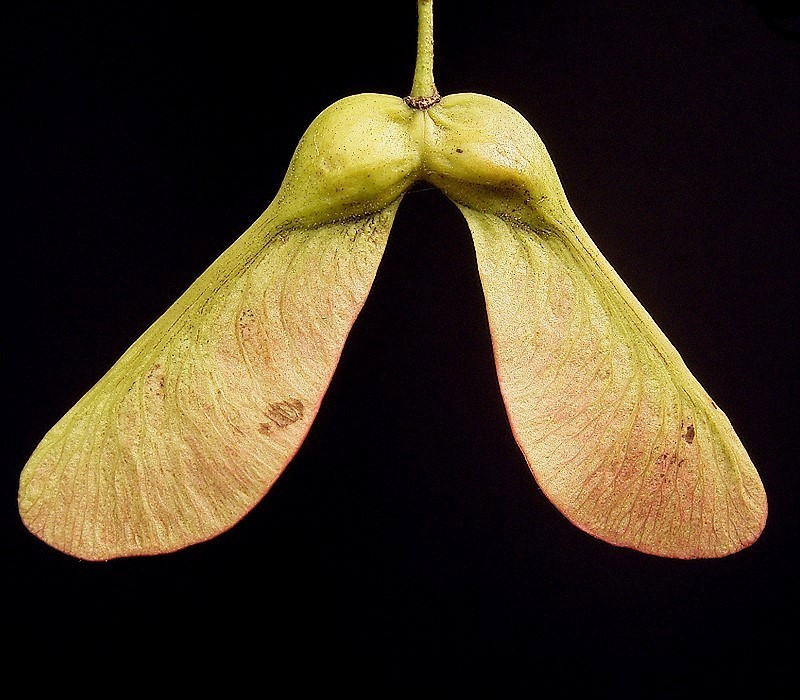
Double samare des érables.
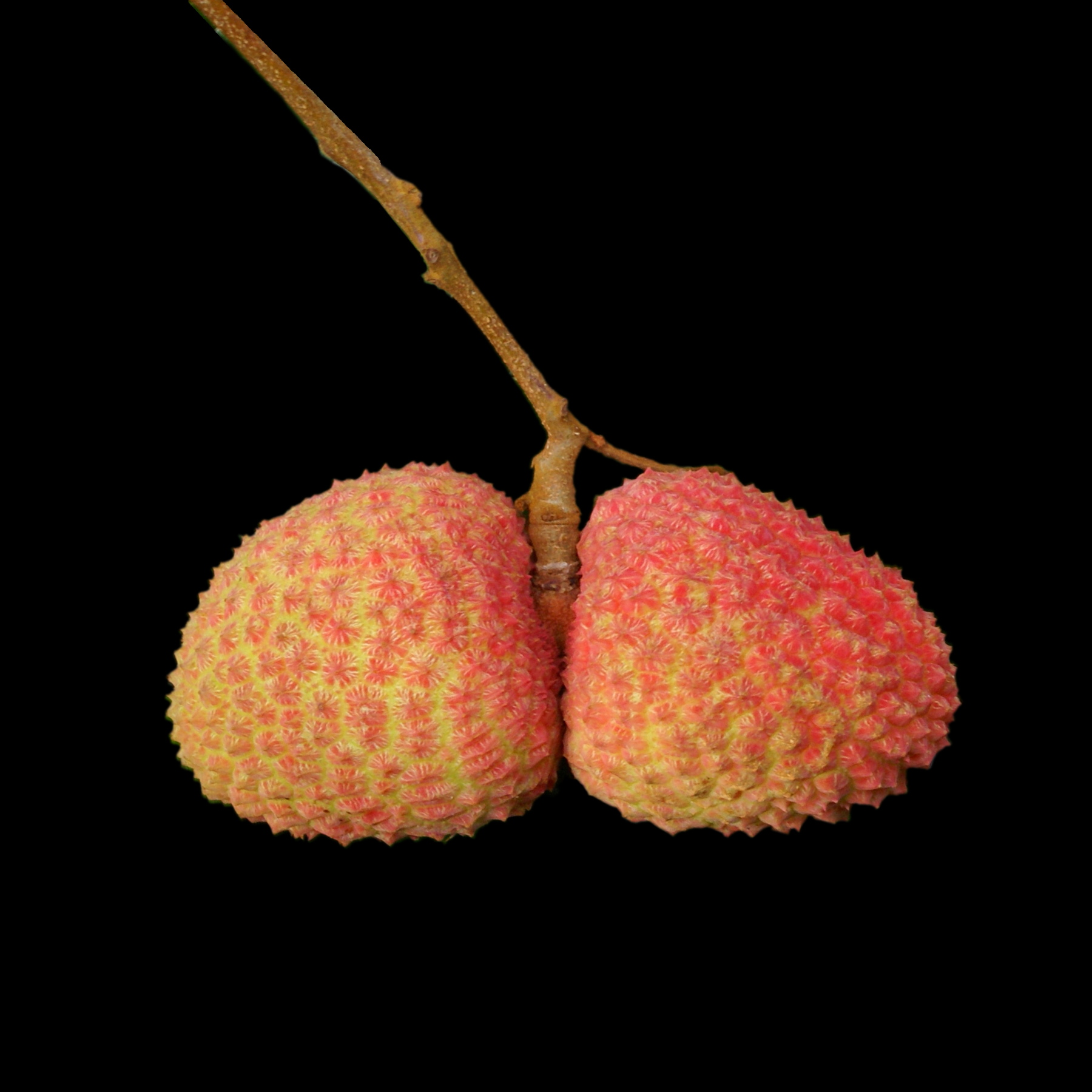
Litchis jumeaux.

## Utilisation
Avec le rattachement des érables aux Sapindaceae cette famille compte maintenant des espèces de première importance pour l'ornement dans les régions tempérées, pour la production de bois de qualité et pour la confection du sirop d'érable, extrait des érables à sucre (Acer saccharum et Acer nigrum).

## Taxonomie et classification
Selon les classifications phylogénétiques récentes (classification APG II), les Sapindaceae incluent désormais aussi les érables ainsi que les marronniers et apparentés, qui, selon les classifications classiques, appartenaient respectivement aux familles des Aceraceae et des Hippocastanaceae.

## Liste des genres

### Selon laclassification classique

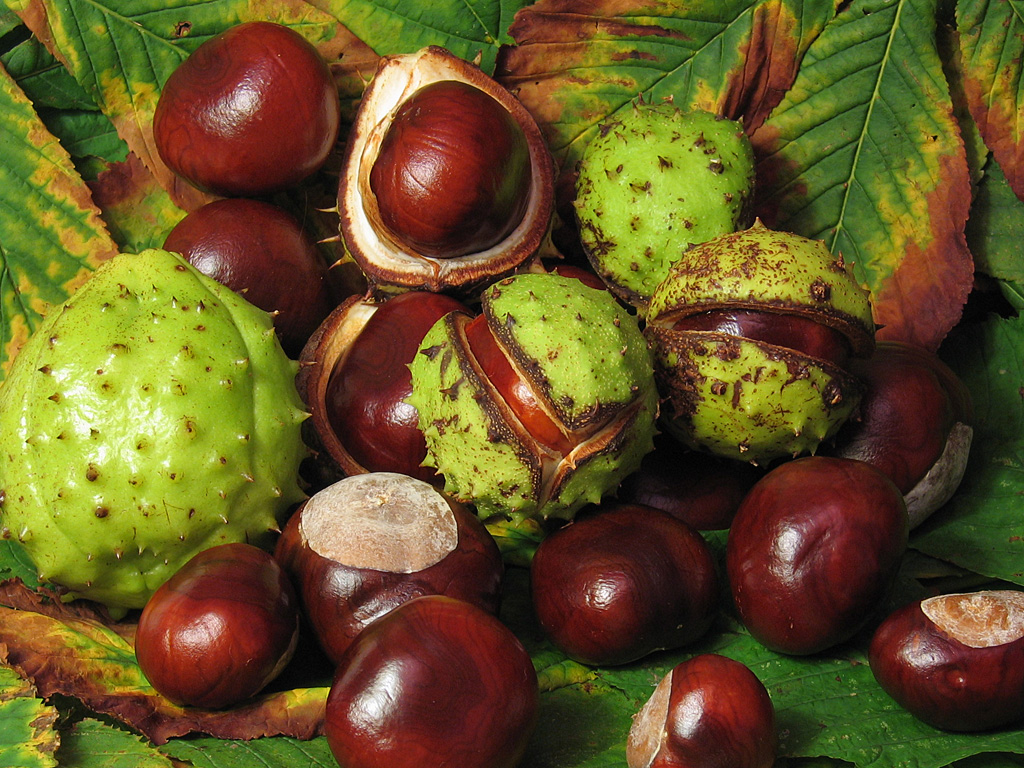
L'ouverture des fruits du marronnier montre bien la structure d'origine à trois carpelles

La classification classique de Cronquist (1981) classe dans cette famille les genres :Alectryon, Allophylus, Allosanthus, Amesiodendron, Aporrhiza, Arfeuillea, Arytera, Atalaya, Athyana, Averrhoidium, Beguea, Bizonula, Blighia, Blighiopsis, Blomia, Bridgesia, Camptolepis, Cardiospermum, Castanospora, Chonopetalum, Chouxia, Chytranthus, Conchopetalum, Cossinia, Cubilia, Cupania, Cupaniopsis, Deinbollia, Delavaya, Diatenopteryx, Dictyoneura, Dilodendron, Dimocarpus, Diploglottis, Diplokelepa, Diplopeltis, Distichostemon, Dodonaea, Doratoxylon, Elattostachys, Eriocoelum, Erythrophysa, Euchorium, Euphorianthus, Eurycorymbus, Exothea, Filicium, Ganophyllum, Glenniea, Gloeocarpus, Gongrodiscus, Gongrospermum, Guindilia, Guioa, Handeliodendron, Haplocoelum, Harpullia, Hippobromus, Hornea, Houssayanthus, Hypelate, Hypseloderma, Jagera, Koelreuteria, Laccodiscus, Lecaniodiscus, Lepiderema, Lepidocupania, Lepidopetalum, Lepisanthes, Litchi, Llagunoa, Lophostigma, Loxodiscus, Lychnodiscus, Macphersonia, Magonia, Majidea, Matayba, Melicoccus, Mischocarpus, Molinaea, Neoarytera, Neotina, Nephelium, Otonephelium, Pancovia, Pappea, Paranephelium, Paullinia, Pavieasia, Pentascyphus, Phyllotrichum, Placodiscus, Plagioscyphus, Podonephelium, Pometia, Porocystis, Pseudima, Pseudopancovia, Pseudopteris, Radlkofera, Rhysotoechia, Sapindus, Sarcopteryx, Sarcotoechia, Schleichera, Scyphonychium, Serjania, Sinoradlkofera, Sisyrolepis, Smelophyllum, Stadmania, Stocksia, Storthocalyx, Synima, Talisia, Thinouia, Thouinia, Thouinidium, Tina, Tinopsis, Toechima, Toulicia, Trigonachras, Tripterodendron, Tristira, Tristiropsis, Tsingya, Ungnadia, Urvillea, Vouarana, Xanthoceras, Xeropspermum, Zanha, Zollingeria.
Selon DELTA Angio (22 juin 2010) :
- Alectryon
- Allophylus
- Allosanthus
- Amesiodendron
- Aporrhiza
- Arfeuillea
- Arytera
- Atalaya
- Athyana
- Averrhoidium
- Beguea
- Bizonula
- Blighia
- Blighiopsis
- Blomia
- Bridgesia
- Camptolepis
- Cardiospermum
- Castanospora
- Chonopetalum
- Chouxia
- Chytranthus
- Conchopetalum
- Cossinia
- Cubilia
- Cupania
- Cupaniopsis
- Deinbollia
- Delavaya
- Diatenopteryx
- Dictyoneura
- Dilodendron
- Dimocarpus
- Diploglottis
- Diplokelepa
- Diplopeltis
- Distichostemon
- Dodonaea
- Doratoxylon
- Elattostachys
- Eriocoelum
- Erythrophysa
- Euchorium
- Euphorianthus
- Eurycorymbus
- Exothea
- Filicium
- Ganophyllum
- Glenniea
- Gloeocarpus
- Gongrodiscus
- Gongrospermum
- Guindilia
- Guioa
- Handeliodendron
- Haplocoelum
- Harpullia
- Hippobromus
- Hornea
- Houssayanthus
- Hypelate
- Hypseloderma
- Jagera
- Koelreuteria
- Laccodiscus
- Lecaniodiscus
- Lepiderema
- Lepidopetalum
- Lepisanthes
- Litchi
- Llagunoa
- Lophostigma
- Loxodiscus
- Lychnodiscus
- Macphersonia
- Magonia
- Majidea
- Matayba
- Melicoccus
- Mischocarpus
- Molinaea
- Neotina
- Nephelium
- Otonephelium
- Pancovia
- Pappea
- Paranephelium
- Paullinia
- Pavieasia
- Pentascyphus
- Phyllotrichum
- Placodiscus
- Plagioscyphus
- Podonephelium
- Pometia
- Porocystis
- Pseudima
- Pseudopancovia
- Pseudopteris
- Radlkofera
- Rhysotoechia
- Sapindus
- Sarcopteryx
- Sarcotoechia
- Schleichera
- Scyphonychium
- Serjania
- Sinoradlkofera
- Sisyrolepis
- Smelophyllum
- Stadmania
- Stocksia
- Storthocalyx
- Synima
- Talisia
- Thinouia
- Thouinia
- Thouinidium
- Tina
- Tinopsis
- Toechima
- Toulicia
- Trigonachras
- Tripterodendron
- Tristira
- Tristiropsis
- Tsingya
- Ungnadia
- Urvillea
- Vouarana
- Xanthoceras
- Xeropspermum
- Zanha
- Zollingeria

### Selon laclassification phylogénétique
La classification phylogénétique y ajoute :
- tous les genres provenant de la famille Aceraceae :
  - Acer, Dipteronia.
- tous les genres provenant de la famille Hippocastanaceae :
  - Aesculus, Billia, Handeliodendron.

Selon Angiosperm Phylogeny Website (22 juin 2010) :
- Acer L.
- Aesculus L.
- Alectryon Gaertn.
- Allophylus L.
- Allosanthus Radlk.
- Amesiodendron Hu
- Aporrhiza Radlk.
- Arfeuillea Pierre ex Radlk.
- Arytera Blume
- Atalaya Blume
- Athyana (Griseb.) Radlk.
- Averrhoidium Baillon
- Beguea Capuron
- Billia Peyr.
- Bizonula Pellegr.
- Blighia K.D.Koenig
- Blighiopsis Van der Veken
- Blomia Miranda
- Boniodendron Gagnep.
- Bottegoa Chiov.
- Bridgesia Bertero ex Cambess.
- Camptolepis Radlk.
- Cardiospermum L.
- Castanospora F.Muell.
- Chonopetalum Radlk.
- Chouxia Capuron
- Chytranthus J. D. Hooker
- Conchopetalum Radlk.
- Cossinia Comm. ex Lamarck
- Cubilia Blume
- Cupania L.
- Cupaniopsis Radlk.
- Deinbollia Schumach. & Thonn.
- Delavaya Franch.
- Diatenopteryx Radlk.
- Dictyoneura Blume
- Dilodendron Radlk.
- Dimocarpus Lour.
- Diploglottis J. D. Hooker
- Diplokeleba N. E. Brown
- Diplopeltis Endl.
- Dipteronia Oliv.
- Distichostemon F.Muell.
- Dodonaea Mill.
- Doratoxylon Thouars ex J. D. Hooker
- Elattostachys Radlk.
- Eriocoelum J. D. Hooker
- Erythrophysa E.Mey. ex Arn.
- Euchorium Ekman & Radlk.
- Euphorianthus Radlk.
- Eurycorymbus Hand.-Mazz.
- Exothea Macfad.
- Filicium Thwaites ex Bentham
- Ganophyllum Blume
- Glenniea J. D. Hooker
- Gloeocarpus Radlk.
- Gongrodiscus Radlk.
- Gongrospermum Radlk.
- Guindilia Gillies ex Hooker & Arnott
- Guioa Cavanilles
- Handeliodendron
- Haplocoelum Radlk.
- Harpullia Roxb.
- Hippobromus Eckl. & Zeyh.
- Hornea Baker
- Houssayanthus Hunz.
- Hypelate P.Browne
- Hypseloderma Radlk.
- Jagera Blume
- Koelreuteria Laxm.
- Laccodiscus Radlk.
- Lecaniodiscus Planchon ex Bentham
- Lepiderema Radlk.
- Lepidopetalum Blume
- Lepisanthes Blume
- Litchi Sonn.
- Llagunoa Ruiz & Pavon
- Lophostigma Radlk.
- Loxodiscus J. D. Hooker
- Lychnodiscus Radlk.
- Macphersonia Blume
- Magonia A.St.-Hil.
- Majidea J.Kirk ex Oliv.
- Matayba Aublet
- Melicoccus P.Browne
- Mischocarpus Blume
- Molinaea Comm. ex Juss.
- Neotina Capuron
- Nephelium L.
- Otonephelium Radlk.
- Pancovia Willd.
- Pappea Eckl. & Zeyh.
- Paranephelium Miq.
- Paullinia L.
- Pavieasia Pierre
- Pentascyphus Radlk.
- Phyllotrichum Thorel ex Lecomte
- Placodiscus Radlk.
- Plagioscyphus Radlk.
- Podonephelium Baillon
- Pometia J. R. Forster & G. Forster
- Porocystis Radlk.
- Pseudima Radlk.
- Pseudopancovia Pellegr.
- Pseudopteris Baillon
- Radlkofera Gilg
- Rhysotoechia Radlk.
- Sapindus L.
- Sarcopteryx Radlk.
- Sarcotoechia Radlk.
- Schleichera Willd.
- Scyphonychium Radlk.
- Serjania Mill.
- Sisyrolepis Radlk.
- Smelophyllum Radlk.
- Stadmannia Lamarck
- Stocksia Bentham
- Storthocalyx Radlk.
- Synima Radlk.
- Talisia Aublet
- Thinouia Triana & Planchon
- Thouinia Poit.
- Thouinidium Radlk.
- Tina Schult.
- Tinopsis Radlk.
- Toechima Radlk.
- Toulicia Aublet
- Trigonachras Radlk.
- Tripterodendron Radlk.
- Tristira Radlk.
- Tristiropsis Radlk.
- Tsingya Capuron
- Ungnadia Endl.
- Urvillea Kunth
- Vouarana Aublet
- Xanthoceras Bunge
- Xerospermum Blume
- Zanha Hiern
- Zollingeria Kurz

Selon ITIS (18 novembre 2016) :
- Acer L.
- Aesculus L.
- Alectryon Gaertn.
- Allophylus L.
- Blighia Koenig
- Cardiospermum L.
- Cupania L.
- Cupaniopsis Radlk.
- Dimocarpus Lour.
- Dodonaea P. Mill.
- Exothea Macfad.
- Filicium Thwaites ex Benth. & Hook. f.
- Harpullia Roxb.
- Hypelate P. Br.
- Koelreuteria Laxm.
- Litchi Sonn.
- Matayba Aubl.
- Melicoccus P. Br.
- Nephelium L.
- Paullinia L.
- Sapindus L.
- Schleichera Willd.
- Serjania P. Mill.
- Talisia Aubl.
- Thouinia Poit.
- Tristiropsis Radlk.
- Ungnadia Endl.
- Urvillea Kunth
- Xanthoceras Bunge

Selon NCBI (22 juin 2010) :
- Acer
- Aesculus
- Alectryon
- Allophylus
- Amesiodendron
- Arfeuillea
- Arytera
- Atalaya
- Athyana
- Averrhoidium
- Beguea
- Billia
- Blighia
- Blomia
- Bottegoa
- Bridgesia
- Cardiospermum
- Castanospora
- Chouxia
- Chytranthus
- Conchopetalum
- Cossinia
- Cubilia
- Cupania
- Cupaniopsis
- Deinbollia
- Delavaya
- Diatenopteryx
- Dictyoneura
- Dilodendron
- Dimocarpus
- Diploglottis
- Diplokeleba
- Diplopeltis
- Dipteronia
- Distichostemon
- Dobinea
- Dodonaea
- Doratoxylon
- Elattostachys
- Eriocoelum
- Erioglossum
- Erythrophysa
- Euphorianthus
- Eurycorymbus
- Exothea
- Filicium
- Ganophyllum
- Glenniea
- Gongrodiscus
- Guindilia
- Guioa
- Handeliodendron
- Haplocoelopsis
- Haplocoelum
- Harpullia
- Hebecoccus
- Hippobromus
- Hypelate
- Jagera
- Koelreuteria
- Laccodiscus
- Lecaniodiscus
- Lepiderema
- Lepidopetalum
- Lepisanthes
- Litchi
- Llagunoa
- Loxodiscus
- Macphersonia
- Magonia
- Majidea
- Matayba
- Melicoccus
- Mischarytera
- Mischocarpus
- Molinaea
- Neotina
- Nephelium
- Pancovia
- Pappea
- Paranephelium
- Paullinia
- Plagioscyphus
- Podonephelium
- Pometia
- Pseudima
- Pseudopteris
- Rhysotoechia
- Sapindus
- Sarcopteryx
- Sarcotoechia
- Schleichera
- Scyphonychium
- Serjania
- Sinoradlkofera
- Smelophyllum
- Sorindeia
- Stadmannia
- Storthocalyx
- Synima
- Talisia
- Thouinia
- Thouinidium
- Tina
- Tinopsis
- Toechima
- Tristira
- Tristiropsis
- Ungnadia
- Urvillea
- Vouarana
- Xanthoceras
- Xerospermum
- Zanha